# Tindr (cratera)
Tindr é uma cratera de impacto de Calisto. Seu nome veio da mitologia nórdica. Esse é um exemplo de cratera com um buraco central.